# Minh Nhí
Trương Hùng Minh (sinh ngày 20 tháng 1 năm 1964 tại thị xã Sa Đéc, tỉnh Sa Đéc - nay là thành phố Sa Đéc, tỉnh Đồng Tháp), thường được biết đến với nghệ danh Minh Nhí là một diễn viên hài - kịch nói, diễn viên điện ảnh - truyền hình và giám khảo truyền hình người Việt Nam. Anh từng 2 lần được trao giải Mai Vàng dành cho "Diễn viên kịch nói xuất sắc nhất" do báo Người Lao động tổ chức vào những năm 1998-1999. Nghệ danh Minh Nhí được ghép từ tên và chữ "Nhí" do đồng nghiệp đặt để chỉ ngoại hình và cũng là những vai diễn nhí nhảnh của anh trên sân khấu.
Hiện nay, bên cạnh công việc biểu diễn, Minh Nhí còn đảm đương nhiều lĩnh vực và vị trí khác nhau như: diễn viên điện ảnh, đạo diễn sân khấu, giáo viên dạy diễn xuất, và giám đốc của công ty Hoàng Kim, một đơn vị chuyên tổ chức và dàn dựng các buổi biểu diễn nghệ thuật. Năm 2023, trong đợt phong tặng danh hiệu lần thứ 10, anh đã được Nhà nước Việt Nam phong tặng danh hiệu Nghệ sĩ ưu tú.

## Tiểu sử và sự nghiệp
Minh Nhí sinh ngày 20 tháng 1 năm 1964 tại thị xã Sa Đéc, tỉnh Sa Đéc (nay là thành phố Sa Đéc, tỉnh Đồng Tháp), trong một gia đình có 8 người con (anh là áp út). Khi còn là học sinh, Minh Nhí học khá giỏi. Những năm cấp 2 học tại Trường Thị xã Sa Đéc, Minh Nhí đã từng được chọn đi thi học sinh giỏi văn cấp tỉnh và đoạt giải nhất khối lớp 9.
Năm 18 tuổi, anh tốt nghiệp tú tài, mặc dù có năng khiếu với môn văn và từng có ước mơ thi vào Khoa văn thuộc Trường Đại học Tổng hợp Thành phố Hồ Chí Minh nhưng vì trong gia đình có người làm nghề thuốc nên Minh Nhí phải theo lời cha mẹ thi vào trường đại học Y, kết quả là anh không đậu khi chỉ thiếu có nửa điểm. Đang có ý định tiếp tục ôn luyện để năm sau thi lại trường Y thì Minh Nhí đã đăng ký dự thi và trúng tuyển vào lớp đào tạo đạo diễn của Trường Nghệ thuật Sân khấu 2. Theo như Minh Nhí, ban đầu anh có ý định thi vào Khoa diễn viên nhưng lại không đủ tiêu chuẩn về ngoại hình nên đành đăng ký thi vào Khoa đạo diễn của trường. Cùng khóa học với anh có những nghệ sĩ thành danh sau này như: Lý Hải, Cát Phượng, Hữu Bình, Hoàng Sơn,... Trong suốt thời gian học tập tại đây, để có tiền đóng học phí và sinh hoạt, anh đã cùng các bạn học của mình là Kim Loan, Minh Phượng, Trần Cảnh Đôn lập thành một nhóm hài mang tên "Con Nhím". Đến năm thứ 3, nhờ khả năng diễn hài cộng với ngoại hình khá đặc biệt của mình, Minh Nhí liên tiếp nhận được những lời mời đóng phim và đóng kịch, hầu hết trong số đó đều là những vai hài. Trong thời gian đầu đi biểu diễn, anh thường dùng tên đầy đủ của mình là Trương Hùng Minh nhưng sau đó đổi thành Minh Nhí, đây cũng là nghệ danh được giữ cho tới ngày nay.
Năm 1988, Minh Nhí tốt nghiệp với tấm bằng loại giỏi. Đến năm 1990, anh được các giảng viên Nguyễn Văn Phúc và Công Ninh đề cử vào vị trí phụ giảng. Một thời gian sau, anh chính thức được bổ nhiệm làm giảng viên bộ môn Biểu diễn sân khấu và nằm trong biên chế chính thức của Cao đẳng SK-ĐA Thành phố Hồ Chí Minh. Nhiều diễn viên thành danh hiện nay từng là học trò của anh như: Tiết Cương, Thúy Nga, Việt Hương, Hạnh Thúy, Cao Minh Đạt, Ngọc Trinh, Lê Quốc Nam, Quốc Thuận. Trong thời gian này, bên cạnh công việc giảng dạy, Minh Nhí cũng thường xuyên tham gia đóng phim và biểu diễn ở nhiều sân khấu kịch trong thành phố. Điển hình là Nhà hát Kịch Sân khấu nhỏ 5B Võ Văn Tần (Sân khấu nhỏ 5B), tên tuổi của anh cũng nhanh chóng được nhiều khán giả biết đến.
Thập niên 1990, hài kịch được khán giả ưa chuộng và bắt đầu nở rộ. Năm 1994, Minh Nhí cùng nghệ sĩ Hữu Châu thành lập một nhóm hài lấy tên "Ban Song Tấu Hài", nhóm chuyên biểu diễn tại các sân khấu và tụ điểm của thành phố cũng như nhiều địa phương khác.
Năm 1998, với vai ông Tư Rơm trong vở "Cha vợ mê bóng đá" (diễn tại Nhà hát Hòa Bình), Minh Nhí đã đoạt giải Mai Vàng trong lĩnh vực hoạt động biểu diễn, đây là một giải thưởng thường niên trong lĩnh vực sân khấu và nghệ thuật do báo Người Lao động tổ chức. Đây cũng là lần đầu tiên Minh Nhí được trao giải thưởng này. Đến năm 1999, anh lại được trao giải Mai Vàng trong hạng mục Kịch nói với vai "Chổm" trong vở "Vua trả nợ" (tác giả: Mỹ Dung - đạo diễn: Đoàn Bá - Sân khấu kịch Sài Gòn) và đóng những phim ngắn của sêri phim Cổ tích Việt Nam do Hãng phim Phương Nam thực hiện.
Năm 2001, Minh Nhí cùng nghệ sĩ Quốc Thảo cộng tác với Nhà thiếu nhi Quận 1 và Quận đoàn Quận 1 thành lập một sân khấu kịch lấy tên là Sân khấu Trần Cao Vân. Theo đó, định hướng hoạt động của sân khấu này sẽ là một nơi ưu tiên cho các diễn viên trẻ thể hiện mình, và là nơi giao lưu giữa diễn viên và khán giả. Sau khi ký bản hợp đồng đầu tiên, sân khấu hoạt động được hơn 20 ngày (từ 2 tháng 9 đến 27 tháng 9 năm 2001) thì Ủy ban Nhân dân Quận 1 đã có văn bản yêu cầu ngừng mọi hoạt động của sân khấu với lý do: Nhà thiếu nhi không có chức năng và quyền hạn ký hợp đồng kinh tế. Sau nhiều lần thương thuyết, Sân khấu Trần Cao Vân đã được giữ lại với một bản hợp đồng mới. Tuy nhiên, Minh Nhí và Quốc Thảo đã không đồng ý với nhiều điều khoản của bản hợp đồng này và tuyên bố rút khỏi dự án. Sau đó, Quận đoàn Quận 1 đã quyết định thanh lý hợp đồng mà không đền bù. Thiệt hại của 2 nghệ sĩ được công bố là hơn 500 triệu đồng, riêng đối với Minh Nhí, để có tiền xây sân khấu, anh đã phải thế chấp căn nhà của mẹ và bán căn nhà của mình để trả nợ khi dự án bị vỡ. Một thời gian sau, nghệ sĩ Huỳnh Anh Tuấn đã đề nghị Minh Nhí hợp tác làm lại Sân khấu Trần Cao Vân nhưng anh đã từ chối và sang lại toàn bộ cho Huỳnh Anh Tuấn. Sân khấu này sau đổi tên thành Sân khấu kịch Idecaf và hoạt động cho đến ngày nay.
Cuối năm 2002, Minh Nhí tham gia vở cải lương "Hương đồng gió nội" do nghệ sĩ Quốc Thảo làm đạo diễn, đây được coi như lần đầu tiên anh chính thức tham gia diễn xuất trong một vở cải lương. Vở diễn còn có sự góp mặt của Ngọc Trinh, Việt Hương, Nghệ sĩ Nhân dân Diệp Lang, Hương Lan. Trước đó, Minh Nhí đã từng tập luyện để diễn trong vở cải lương "Xóm nghèo" của Nghệ sĩ Nhân dân Hoa Hạ nhưng sau đó đã trả lại vai vì cảm thấy không đáp ứng được yêu cầu của nhân vật.
Tháng 8 năm 2003, tiếp nối thành công của bộ phim điện ảnh Gái nhảy, đạo diễn Lê Hoàng đã quyết định thực hiện phần 2 của bộ phim mang tên "Lọ Lem hè phố", nghệ sĩ Minh Nhí được mời vào vai "má mì", một vai diễn khá nhạy cảm và có tính cách độc đáo. Vai diễn này ở phần 1 do diễn viên Anh Vũ thủ vai nhưng sang đến phần 2, nghệ sĩ này và đạo diễn Lê Hoàng đã không thống nhất được về vấn đề tiền thù lao nên Minh Nhí đã được mời thế chỗ Anh Vũ, mặc dù trước đó anh được giao vai ông bầu ca nhạc. Đây cũng là bộ phim điện ảnh đầu tiên mà Minh Nhí được tham gia diễn xuất. Sau khi công chiếu, vai diễn "má mì" của Minh Nhí trong phim bị đánh giá là mờ nhạt hơn so với Anh Vũ ở phần 1.

### Vụ việc lưu trú tại Mỹ quá thời hạn cho phép
Ngày 18 tháng 2 năm 2004, khi đang là giảng viên - chủ nhiệm lớp Trung cấp diễn viên K25M, Minh Nhí đã làm đơn xin Khoa diễn viên và Ban giám hiệu trường Cao đẳng Sân khấu - Điện ảnh Thành phố Hồ Chí Minh cho nghỉ phép một tháng (từ 25 tháng 2 đến 25 tháng 3 năm 2004) để sang Hoa Kỳ tham gia một chương trình giao lưu văn hóa theo lời mời của Viet Art Production. Ngày 22 tháng 2, anh đã lên máy bay sang Hoa Kỳ khi còn đang trong thời gian làm thủ tục báo cáo và xin phép các cơ quan chức năng trong nước. Theo một số tờ báo của Việt Nam, sau khi sang Hoa Kỳ, Minh Nhí đã cư trú ở nhiều nơi và cuộc sống gặp nhiều khó khăn. Trong 5 tháng đầu, anh diễn phần lớn tại sòng bạc, bar, các bữa tiệc gia đình và một show diễn cùng Quốc Thảo ở San Jose vào ngày 19 tháng 5 năm 2004. Tuy nhiên, trong suốt thời gian ở đây, Minh Nhí đã không liên lạc với Ban giám hiệu trường Cao đẳng SK-ĐA Thành phố Hồ Chí Minh kể cả khi đã quá thời gian 1 tháng nghỉ phép để đi lưu diễn.
Ngày 12 tháng 5 năm 2004, Ban giám hiệu trường Cao đẳng SK-ĐA Thành phố Hồ Chí Minh ra thông báo đến các phòng, khoa liên quan của trường để bổ nhiệm người thay thế và tạm dừng các chế độ hiện hưởng của Minh Nhí. Sau khi có văn bản báo cáo Vụ Tổ chức cán bộ, Bộ Văn hóa - Thông tin. Ngày 30 tháng 7 năm 2004, nhà trường đã ra quyết định (số 39) xét kỷ luật và buộc thôi việc đối với Minh Nhí.
Ngày 8 tháng 3 năm 2005, Minh Nhí cùng người vợ mới cưới trở về Việt Nam sau hơn một năm lưu trú tại Hoa Kỳ. Đến ngày 10 tháng 5, anh đã đến trình diện tại Phòng Quản lý nghệ thuật - Sở Văn hóa Thông tin Thành phố Hồ Chí Minh để xin được phép biểu diễn lại và gửi một bản tường trình về những hoạt động của mình trong suốt thời gian còn ở Hoa Kỳ. Mặc dù trước đó, ngay sau khi trở về, Minh Nhí đã phát biểu trên một số tờ báo rằng ngày 11 tháng 3 sẽ tham gia trong một số chương trình văn nghệ và lễ trao giải trong nước. Theo bản tường trình này thì sau khi ra nước ngoài, chương trình biểu diễn bị đình lại, Minh Nhí đã tạm thời đi biểu diễn tại một số tiểu bang của Mỹ đồng thời tham gia quay một số băng video cùng một số trung tâm ca nhạc của người Việt ở nước này. Tại đây, anh đã gặp gỡ và kết hôn với một nhân viên ngân hàng tại California - Mỹ, người phụ nữ này cũng là một khán giả hâm mộ anh. Lý giải về việc không kịp trở về trả phép đúng ngày, Minh Nhí cho biết phải ở lại Hoa Kỳ quá thời gian như vậy là để hoàn tất thủ tục kết hôn theo đúng luật pháp của nước sở tại. Trong bản tường trình gửi, anh cũng đã thừa nhận khuyết điểm và xin được tha thứ. Sau khi xem xét bản tường trình, Cục Nghệ thuật biểu diễn đã có quyết định kỷ luật đối với Minh Nhí, theo đó Cục sẽ tạm thời thu hồi giấy phép biểu diễn của anh. Trong thời gian chịu kỷ luật, Minh Nhí cũng đã từ chối lời mời sang diễn tại Úc. Một số sân khấu lớn của Thành phố như Sân khấu kịch Idecaf, Sân khấu 5B - Võ Văn Tần, Sân khấu kịch Sài Gòn cũng đã xin ý kiến cơ quan chức năng liên quan về việc cho Minh Nhí được biểu diễn trở lại.

### Tiếp tục biểu diễn
Ngày 16 tháng 9 năm 2005, sau 6 tháng chịu kỷ luật, Minh Nhí đã được Cục nghệ thuật biểu diễn cho phép tiếp tục biểu diễn trở lại. Ngay sau đó, anh đã tham gia biểu diễn trong một số vở kịch quen thuộc trước đây của mình như: "Trùm lừa", "Bệnh sĩ", "Phép lạ", "Người tốt nhà số 5", "Tình gần", "Ả ca-ve nhà hàng Maxim",... Bên cạnh đó, Minh Nhí cũng có dự định thực hiện 2 liveshow với ý nghĩa ra mắt lại khán giả. Liveshow đầu tiên được tổ chức vào tháng 10 năm 2005 do nghệ sĩ Phước Sang thực hiện. Chương trình thứ 2 với chủ đề ngày Nhà giáo Việt Nam thực hiện vào tháng 11 cùng năm, đồng thời phối hợp cùng Sân khấu Idecaf do Nghệ sĩ ưu tú Nguyễn Thị Minh Ngọc và Thanh Phương viết kịch bản, Minh Nhí làm đạo diễn, Nghệ sĩ ưu tú Thành Lộc cố vấn nghệ thuật. Nhân dịp này, Minh Nhí cũng cho ra mắt một CD ca nhạc với các bài hát như: "Ngẫu hứng sông Hồng", "Chuyện hợp tan"... Album do Trung tâm Lạc Hồng sản xuất, nhạc sĩ Minh Khang hòa âm, phối khí.
Tháng 7 năm 2007, sau một thời gian tập trung vào diễn xuất, Minh Nhí đã quay trở lại với vai trò là một đạo diễn sân khấu, vở kịch mà anh dàn dựng có tên "Giết chó dạy chồng", một kịch bản dân gian khá quen thuộc. Tham gia vở hài kịch này có các nghệ sĩ: Việt Hương, Minh Béo, Bo Bo Hoàng, Vân Anh, Lê Giang... Cùng năm 2007, để kỷ niệm 20 năm đứng trên sân khấu. Minh Nhí dự kiến sẽ thực hiện hai album DVD hài kịch và chương trình liveshow có tên "Minh Nhí lý lắc" tại Nhà hát Thành phố Hồ Chí Minh. Tuy nhiên, sau đó anh đã ngừng kế hoạch thực hiện liveshow với những lý do khác nhau.
Năm 2006, Minh Nhí trở lại với phim truyền hình khi tham gia diễn xuất trong bộ phim hài dài 50 tập "Cái bóng bên chồng" của đạo diễn Xuân Phước. Phim còn có sự góp mặt của một loạt diễn viên và nghệ sĩ hài nổi tiếng như: Hữu Châu, Công Ninh, Thanh Điền, Hạnh Thúy, Hương Giang, Như Phúc, Minh Hằng, Cao Minh Đạt. Ngày 19 tháng 9 năm 2008, bộ phim truyền hình 30 tập "Ra giêng ai cưới em?" được chính thức khởi quay, phim do Hãng phim Lasta sản xuất, Xuân Phước làm đạo diễn. Nghệ sĩ Minh Nhí được mời tham gia diễn xuất trong một vai phụ của phim. "Ra giêng ai cưới em?" được thực hiện để công chiếu mùa phim Tết Nguyên Đán 2009.
Ngày 7 tháng 5 năm 2008, tại Sân khấu ca nhạc Trống Đồng, Minh Nhí đã làm lễ ra mắt công ty "Hoàng Kim", đây là một đơn vị chuyên tổ chức và dàn dựng các buổi biểu diễn nghệ thuật do anh sáng lập và giữ vai trò giám đốc. Trước đó, Minh Nhí đã được giám đốc Sân khấu Kịch Phú Nhuận - nghệ sĩ Hồng Vân giao cho chức vụ giám đốc phụ trách về nhân sự và nghệ thuật cho sân khấu. Cuối năm 2008, Minh Nhí tham gia vào vai trò là "bầu show" của loạt chương trình biểu diễn nghệ thuật tại các tỉnh thành trong nước, đây là các chương trình có kết hợp giữa hài kịch và cải lương. Ngoài ra, anh còn là giáo viên dạy diễn xuất cho lớp đào tạo diễn viên của Lasta và Công ty đào tạo Á Châu.
Tháng 5 năm 2009, Minh Nhí tham gia vào vở "Mẹ và người tình" (trước đây có tên là "Người yêu của cha tôi"), kịch bản của Lê Chí Trung và do Minh Nhí làm đạo diễn kiêm diễn viên. Đây được coi là vở bi kịch đầu tiên do anh dàn dựng.
Tháng 6 năm 2009, Minh Nhí được mời diễn xuất trong bộ phim điện ảnh thứ 2 với vai diễn "Chú Lùn thông thái" trong "Nhật ký Bạch Tuyết", phim do đạo diễn Nguyễn Quang Dũng cộng tác cùng Hãng phim Thiên Ngân thực hiện. Nội dung phim chịu sự ảnh hưởng của "Chuyện thần tiên ở New York", một bộ phim rất thành công của Hollywood. Phim được dự tính công chiếu vào dịp Tết nguyên đán 2010.

## Diễn xuất
- Phim truyền hình

| Năm  | Tựa phim                                      | Vai diễn          | Ghi chú   |
| ---- | --------------------------------------------- | ----------------- | --------- |
| 1994 | Cổ tích Việt Nam: Hà rầm hà rạc               | Người anh         |           |
| 1995 | Cổ tích Việt Nam: Vua heo                     | Quan phủ          |           |
| 1996 | Cổ tích Việt Nam: Sự tích con khỉ             | Phú hộ            |           |
| 1997 | Cổ tích Việt Nam: Thạch Sanh Lý Thông         | Lý Thông          |           |
| 1998 | Thuyền tình                                   | Ông Phú           |           |
| 1999 | Cổ tích Việt Nam: Nói dối như cuội            | Bá hộ             |           |
| 2000 | Cổ tích Việt Nam: Con chim khách nhiệm màu    | Đạo sĩ            |           |
| 2002 | Cổ tích Việt Nam: Người học trò và ba con quỷ | Quỷ đỏ            |           |
| 2004 | Lọ lem hè phố                                 | Má Mì             |           |
| 2005 | Cổ tích Việt Nam: Sự tích thành hoàng sống    | Phú ông Phú       |           |
| 2005 | Áo gió bụi hồng                               | Lâm               |           |
| 2007 | Cái bóng bên chồng                            | Ông Trí           |           |
| 2009 | Ra giêng ai cưới em?                          | Chiêu Nghi        |           |
| 2010 | Nhật ký Bạch Tuyết                            | chú lùn thủ thư   |           |
| 2010 | Ngôi đền cổ tích                              | Hoàng             |           |
| 2011 | Đồng hồ cát                                   | ông Đường         |           |
| 2011 | Chiếc giường chia đôi                         | ông Sang          |           |
| 2012 | Ngôi sao thứ 31                               | thầy Khốt         |           |
| 2012 | Giấc mơ cỏ may                                | ông Hậu           |           |
| 2013 | Người cha phú quý                             | ông Cầu           |           |
| 2014 | Cha rơi                                       | Sang              |           |
| 2014 | Ngũ long công chúa                            | ông Cầu           |           |
| 2015 | Vợ là mùa xuân                                | Ông Năm Lít       |           |
| 2015 | Thế giới diệu kỳ                              | Phù thủy Hắc Ám   |           |
| 2017 | Nhật ký vợ chồng son                          | chú Hai Teo       |           |
| 2017 | Vợ tui tui sợ                                 | ông Tứ            |           |
| 2017 | Ngôi nhà vui nhộn                             | quản gia Kim      |           |
| 2018 | Oan gia ngang trái                            | ông Hội đồng      |           |
| 2018 | Xóm trọ 3D                                    | má Lâm            |           |
| 2019 | Xóm trọ 3D P2 - 3D Cung tâm kế                | Bảo Quan Đại Nhân |           |
| 2019 | Gia đình vui nhộn                             | Trường Thịnh      |           |
| 2020 | Phượng khấu                                   | Lý Thắng          |           |
| 2020 | Mẹ mẹ con con                                 | Ông Thái          | Web drama |
| 2022 | Oan gia đại chiến                             | Ông Tám Đại       |           |
| 2023 | Có hẹn với yêu thương                         |                   |           |

- Và nhiều bộ phim khác

| Năm  | Tên                  | Vai           | Ghi chú |
| ---- | -------------------- | ------------- | ------- |
| 1996 | Cô dâu phụ           | Bếp Lục       |         |
| 1999 | Xóm nghèo            |               |         |
| 2002 | Hương đồng gió nội   |               |         |
| 2005 | Tệ hơn vợ thằng Đậu  | thằng Đậu     |         |
| 2007 | Bao công vô lò gạch  | Quách Hải Thọ |         |
| 2018 | Nửa đời hương phấn   | Cha của Diệu  |         |
| 2022 | Mạnh Lệ Quân         |               |         |
| 2023 | Đụng vô là phỏng tay |               |         |

- Và nhiều vở cải lương khác

| Năm  | Tên                                     | Vai                     | Ghi chú                                       |
| ---- | --------------------------------------- | ----------------------- | --------------------------------------------- |
| 1998 | Cha vợ mê bóng đá                       | Ông Tư Rơm              | Nhà hát Hòa Bình                              |
| 1998 | Người vợ ma                             |                         |                                               |
| 1999 | Vua trả nợ                              | Chổm                    | Sân khấu kịch Sài Gòn                         |
|      | Trùm lừa                                |                         | Sân khấu kịch Idecaf                          |
|      | Bệnh sĩ                                 |                         | Sân khấu kịch Idecaf                          |
|      | Nhớ lời vợ dặn                          |                         |                                               |
|      | HTV Award 2009: Thiên duyên tiền định   |                         |                                               |
|      | Hội lô tô                               |                         |                                               |
|      | Người tốt nhà số 5                      | Chất                    |                                               |
|      | Tình gần                                |                         | Sân khấu kịch Idecaf                          |
| 1994 | Đứa con tiền kiếp                       | Mỏ Ham                  | Sân khấu của đài truyền hình Vĩnh long        |
| 2002 | NXNX 3: Dế mèn phiêu lưu ký             | Bọ xít chồng            | Nhà hát Bến Thành                             |
| 2003 | Ả cave nhà hàng Maxim's                 | Bác sĩ Petypon          | Sân khấu kịch Idecaf                          |
| 2004 | Phép lạ                                 | Thần sinh tử            | Sân khấu kịch Idecaf                          |
|      | Trúng số                                |                         |                                               |
|      | Vàng hay bạc nhái                       |                         | Sân khấu kịch Idecaf                          |
|      | Thuyền tình                             |                         | Sân khấu kịch Idecaf                          |
| 2006 | NXNX 11: Cậu bé rừng xanh               | Hổ thọt                 | Rạp xiếc TP.HCM                               |
| 2006 | NXNX 12: Nàng bạch Tuyết lạc 7 chú lùn  | Thần gương              | Nhà hát Bến Thành                             |
| 2006 | Võ Tắc Thiên                            | Võ Tắc Thiên            | Sân khấu của Blue Ocean Music                 |
| 2007 | Lửa thử vàng                            | ông Phủ                 | Kịch truyền hình                              |
| 2009 | Kỹ nghệ lấy Tây                         |                         | Sân khấu kịch Phú Nhuận                       |
| 2009 | Vạn phước gia                           |                         | Sân khấu kịch Phú Nhuận                       |
| 2009 | Tiền ơi tiền                            |                         | Sân khấu kịch Phú Nhuận                       |
| 2012 | Gái con son                             |                         | Sân khấu ca nhạc Trống Đồng                   |
| 2013 | Tôi là gay                              |                         | Sân khấu kịch Phú Nhuận                       |
| 2014 | Hội ngộ danh hài: Tiền ơi               | Quan Huyện              |                                               |
| 2015 | Danh hài đất Việt: Gia trưởng thời nay  | Chú Tư                  | Sân khấu của chương trình "Danh hài đất Việt" |
| 2015 | Danh hài đất Việt: Lu bể lu lành        | Bá hộ                   | Sân khấu của chương trình "Danh hài đất Việt" |
| 2015 | Danh hài đất Việt: Idol dỏm             | Ông Hùng                | Sân khấu của chương trình "Danh hài đất Việt" |
| 2015 | Danh hài đất Việt: Siêu tiết kiệm       | Ông Tám                 | Sân khấu của chương trình "Danh hài đất Việt" |
| 2015 | Danh hài đất Việt: Siêu nhân dừa        | Ông Năm                 | Sân khấu của chương trình "Danh hài đất Việt" |
| 2015 | Danh hài đất Việt: Bao bầu              | Triển hộ khẩu           | Sân khấu của chương trình "Danh hài đất Việt" |
| 2015 | Danh hài đất Việt: Chuyện công viên     | Ông già                 | Sân khấu của chương trình "Danh hài đất Việt" |
| 2015 | Danh hài đất Việt: Tình làng nghĩa xóm  | Ông Sáu                 | Sân khấu của chương trình "Danh hài đất Việt" |
| 2015 | Danh hài đất Việt: Bụi chuối            | Ông Ba Nam              | Sân khấu của chương trình "Danh hài đất Việt" |
| 2015 | Danh hài đất Việt: Tây du lịch          | Thợ săn                 | Sân khấu của chương trình "Danh hài đất Việt" |
| 2016 | Danh hài đất Việt: Táo quân kỳ cục án   | Thiên lôi               | Sân khấu của chương trình "Danh hài đất Việt" |
| 2016 | Danh hài đất Việt: Trúng số             | Người cha               | Sân khấu của chương trình "Danh hài đất Việt" |
| 2016 | Danh hài đất Việt: Thích khách          | Thái giám Tiểu Đường Tử | Sân khấu của chương trình "Danh hài đất Việt" |
| 2016 | Danh hài đất Việt: Xàm                  | Thúy Kiều               | Sân khấu của chương trình "Danh hài đất Việt" |
| 2016 | Danh hài đất Việt: Nuôi thầy            | Ông thầy bói            | Sân khấu của chương trình "Danh hài đất Việt" |
| 2016 | Danh hài đất Việt: Xàm 2                | Tú Ông                  | Sân khấu của chương trình "Danh hài đất Việt" |
| 2016 | Diêm vương xử án: Cướp bắt, bắt cướp    | Sáu Thẹo                | Sân khấu của "Diêm vương xử án"               |
| 2016 | Kỳ án 292                               |                         | Sân khấu kịch Phú Nhuận                       |
| 2016 | Cô dâu đại náo: Đám cưới trên đường quê | Minh Nhí                | DVD của Danh hài Thuý Nga                     |
| 2016 | Ảnh ảo                                  |                         | Sân khấu kịch Hồng Vân                        |
| 2017 | Tiếng vạc sành                          | Cậu Út Hoa              | Sân khấu kịch Minh Nhí                        |
| 2017 | Xóm trọ 3D                              |                         | Sân khấu kịch Phú Nhuận                       |
| 2017 | Châu về hợp phố                         |                         | Sân khấu kịch Hồng Vân                        |
| 2018 | Xóm trọ 3D P2 (Bí ẩn cafe 3D)           |                         | Sân khấu kịch Phú Nhuận                       |
| 2019 | Ai có chờ hoa nở                        | Ông Tư Hoài             | Sân khấu kịch Minh Nhí                        |
| 2019 | Dạ khúc                                 |                         | Sân khấu kịch Minh Nhí                        |
| 2020 | Ngãi quật                               | Ba Nhàn                 | Sân khấu kịch Minh Nhí                        |
| 2020 | Hội ngộ danh hài: Cầu ma mai mối        |                         |                                               |
| 2022 | Sài Gòn còn người tốt không?            |                         | Sân khấu kịch Minh Nhí                        |
| 2022 | Lục sùng đàn ông                        |                         | Sân khấu kịch Minh Nhí                        |
| 2022 | Bạch Tuyết                              |                         | Sân khấu kịch Minh Nhí                        |
| 2022 | Thị Hến lắm chiêu...Thị Nghêu lắm trò   |                         | Sân khấu kịch Minh Nhí                        |
| 2023 | Đụng vô là phỏng tay                    | Ông chánh tổng          | Sân khấu kịch Trương Hùng Minh                |
| 2023 | Loạn thế chi vương                      | Nhị Nương               | Sân khấu kịch Trương Hùng Minh                |
| 2023 | Bí mật trăm đốt tre                     | Mèo mun                 | Sân khấu kịch Trương Hùng Minh                |
| 2023 | Mẹ hát rong                             | Bé Tí                   | Sân khấu kịch Trương Hùng Minh                |
| 2023 | Sơ hở là yêu                            | Ông Tư Hoài             | Sân khấu kịch Trương Hùng Minh                |
| 2023 | Lụa máu                                 | Bà đồng                 | Sân khấu kịch Trương Hùng Minh                |
| 2023 | Án mạng đêm không trăng                 | Chú Ba                  | Sân khấu kịch Trương Hùng Minh                |
| 2024 | Truy lùng thái tử                       | Quan võ                 | Sân khấu kịch Trương Hùng Minh                |
| 2024 | Lẹ lẹ trễ phà                           | Thùy Dương              | Sân khấu kịch Trương Hùng Minh                |

- Và nhiều vở kịch khác

## Tác phẩm đạo diễn
- Anh chồng nhát
- Giết chó dạy chồng
- Vợ chồng lười
- Giờ đại kiết
- Người đưa đò
- Tiền ơi tiền
- Mẹ và người tình (2009)
- Và nhiều vở kịch khác

## Chương trình truyền hình
| Năm                    | Tên chương trình                                               | Vai trò          | Ghi chú                                                          |
| ---------------------- | -------------------------------------------------------------- | ---------------- | ---------------------------------------------------------------- |
| 2001                   | Chương trình ca nhạc thiếu nhi "Chủ nhật của bé", “Hoa của mẹ” | Dẫn chương trình | VHS do Trùng Dương Audio - Video thực hiện                       |
| 2003                   | Tiếng hát Cao Tấn Chương (Vol.1) “Ước mơ thần tiên”            | Dẫn chương trình | VHS do Trùng Dương Audio - Video thực hiện                       |
| 2014, 2015             | Bạn có thực tài?                                               | Giám khảo        |                                                                  |
| 2015, 2016             | Danh hài đất Việt                                              | Diễn viên        |                                                                  |
| 2016                   | Làng hài mở hội                                                | Giám khảo        |                                                                  |
| 2016                   | Siêu nhí tranh tài                                             | Giám khảo        |                                                                  |
| 2017                   | Tiêu lâm tứ trụ                                                | Huấn luận viên   |                                                                  |
| 2017                   | Thần tượng âm nhạc nhí                                         | Giám khảo        |                                                                  |
| 2017                   | Gia đình tài năng                                              | Giám khảo        |                                                                  |
| 2019                   | Ai là bậc thầy chính hiệu                                      | Người chơi       | Đội Sói Con (với Lê Giang) & đội Đẹp Trường Tồn (với Tuấn Nghĩa) |
| 2019                   | Kẻ thách thức                                                  | Giám khảo        |                                                                  |
| 2019                   | Ký ức vui vẻ                                                   | Khách mời        |                                                                  |
| 2019                   | Tối chủ nhật vui vẻ                                            | Khách mời/MC     |                                                                  |
| 2016, 2018, 2020, 2022 | Cười xuyên Việt                                                | Giám khảo        |                                                                  |
| 2014, 2020             | Hội ngộ danh hài                                               | Diễn viên        |                                                                  |
| 2020                   | Siêu thủ lĩnh                                                  | Giám khảo        |                                                                  |
| 2020                   | Ca sĩ bí ẩn                                                    | Giám khảo        |                                                                  |
| 2018, 2019, 2021       | Sao nối ngôi                                                   | Giám khảo        |                                                                  |
| 2023                   | Ngôi Sao miệt vườn                                             | Giám khảo        |                                                                  |
| 2023                   | Thần tượng doanh nhân                                          | Giám khảo        |                                                                  |

## Các tác phẩm tại hải ngoại

### Trung tâm Vân Sơn
| STT | Tiết mục                 | Thể hiện với                | Chương trình | Năm  |
| --- | ------------------------ | --------------------------- | ------------ | ---- |
| 1   | Hài kịch: Về Quê Ngoại   | Việt Hương, Trang Thanh Lan | Vân Sơn 38   | 2007 |
| 2   | Hài kịch: Hội Ngộ        | Quang Minh, Hồng Đào        | Vân Sơn 38   | 2007 |
| 3   | Hài kịch: Dì Tôi         | Hữu Nghĩa                   | Vân Sơn 48   | 2012 |
| 4   | Hài kịch: Chuyện Sui Gia | Chí Tài                     | Vân Sơn 49   | 2013 |
| 5   | Hài kịch: Kỵ Rơ          | Vân Sơn, Bảo Khương         | Vân Sơn 50   | 2014 |

### Trung tâm Thúy Nga

#### Về quê em 2 (Phi Nhung - 2005)
- Tệ hơn vợ thằng Đậu (diễn với Hoài Linh và Phi Nhung)

#### Paris By Night
| STT | Tiết mục                                                 | Thể hiện với                                                                   | Chương trình                    | Năm  |
| --- | -------------------------------------------------------- | ------------------------------------------------------------------------------ | ------------------------------- | ---- |
| 1   | Hài kịch: Quý Bà Độc Thân (Minh Ngọc, Hoàng Khôi)        | Hồng Đào, Hoài Tâm, Thiện Ngô, Văn Ruy, Quang Lê                               | Paris By Night 132              | 2022 |
| 2   | Hài kịch: Ăn Khế Trả Vàng (Hoàng Khôi)                   | Thúy Nga, Giáng Ngọc, Văn Ruy, Thiện Ngô, Cường Phạm                           | Paris By Night - Tiếu Vương Hội | 2023 |
| 3   | Trích đoạn cải lương: Bà Huyện Xử Án (Hữu Lộc, Kha Tuấn) | Thanh Hằng, Hương Lan, Phương Hồng Thủy, Huỳnh Tiến Khoa, Tuấn Châu, Hoài Linh | Paris By Night 138              | 2025 |

## Giải thưởng
- Giải Mai Vàng: "Diễn viên kịch nói xuất sắc nhất" cho vở Cha vợ mê bóng đá vai Tư Rơm do báo Người Lao động tổ chức 1998.
- Giải Mai Vàng: "Diễn viên kịch nói xuất sắc nhất" cho vở Vua trả nợ vai Chúa Chổm do báo Người Lao động tổ chức 1999.[26]
- Giải Cù Nèo Vàng cùng nhóm kịch sân khấu Ideca với vở "Bệnh sĩ" 2005.[27]
- Huy chương vàng Liên hoan sân khấu kịch nói chuyên nghiệp Toàn quốc 2009 cho vở Mẹ và người tình với vai trò Đạo diễn.[28]
- Huy chương vàng Liên hoan sân khấu kịch nói chuyên nghiệp Toàn quốc 2018 cho vở Châu về hợp phố vai Tư Lôi.[29]
- Nhiều Huy chương lớn nhỏ và các giải thưởng văn nghệ từ xã tới tỉnh.[30][31]